# Biografielijst Fe

## Fea
- Thomas Fearnley (1841-1927), Noors industrieel en filantroop
- Yankel Feather (1920-2009), Engels kunstschilder

## Fec
- Orsolya Fecskés (1982), Hongaars schaatsster

## Fed

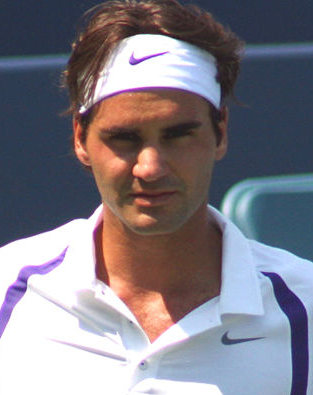
Roger Federer

- Victor Feddersen (1968), Deens roeier
- Carlotta Fedeli (1992), Italiaans autocoureur
- Roger Federer (1981), Zwitsers tennisser
- Aleksandra Fedoriva (1988), Russisch atlete
- Sergej Fedorovstev (1980), Russisch roeier
- John Fedorowicz (1958), Amerikaans schaker
- Vladimir Fedosejev (1995), Russisch schaker
- Tamara Fedosova (1946), Russisch schoonspringster
- Lyudmila Fedotova (1986), Kazachs alpineskiester
- Johnny Fedricks (1925-2001), Amerikaans autocoureur
- Pierrick Fédrigo (1978), Frans wielrenner

## Fee
- Antoine Laurent Apollinaire Fée (1789-1874), Frans botanicus
- Melinda O. Fee (1942), Amerikaans actrice
- Mark Feehily (1980), Iers zanger

## Feg
- Hermann Fegelein (1906-1945), Duits SS'er
- Iet van Feggelen (1921-2012), Nederlands zwemster

## Feh
- Csaba Fehér (1975), Hongaars voetballer
- Thomas Fehlmann (1957), Duits muzikant
- Chris Fehn (1972), Amerikaans muzikant

## Fei
- Denise Feierabend (1989), Zwitsers alpineskiester
- Halley Feiffer (1984), Amerikaans actrice, scenarioschrijfster, filmproducente en toneelschrijfster
- Frans Feij (1926-2010), Nederlands burgemeester
- Brice Feillu (1985), Frans wielrenner
- Romain Feillu (1984), Frans wielrenner
- Dianne Feinstein (1933-2023), Amerikaans politica
- Johannes Elias Feisser (1805-1865), Nederlands predikant en theoloog
- Susana Feitor (1975), Portugees atlete
- Jan Feitsma (1884-1945), Nederlands rechter, openbaar aanklager en NSB'er

## Fej
- Erton Fejzullahu (1988), Zweeds voetballer van Albanees-Kosovaarse komaf

## Fel

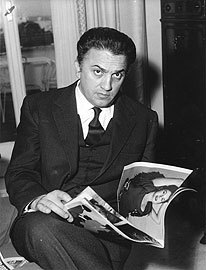
Federico Fellini

- John Felagha (1994-2020), Nigeriaans voetballer
- Alfred Felber (1886-1967), Zwitsers roeier
- René Felber (1933-2020), Zwitsers politicus
- Emma Felbermayr (2007), Oostenrijks autocoureur
- Tibor Feldman (1947), Amerikaans acteur
- Hendrik Feldwehr (1986), Duits zwemmer
- Mirko Felicetti (1992), Italiaans snowboarder
- José Feliciano (1945), Puerto Ricaans zanger
- Felix da Housecat (1972), Amerikaans diskjockey
- Pete Felleman (1921-2000), Nederlands diskjockey
- Federico Fellini (1920-1993), Italiaans filmmaker en regisseur
- Herman Felderhof (1911-1994), Nederlands radioverslaggever en omroepbestuurder
- Rik Felderhof (1948), Nederlands presentator
- Tovah Feldshuh (1952), Amerikaans actrice
- Sam Feldt (1993), Nederlandse diskjockey, muziekproducent en ondernemer
- Bashay Feleke (1917-2008), Ethiopisch atleet
- Getu Feleke (1986), Ethiopisch atleet
- Florentino Feliciano (1928), Filipijns rechtsgeleerde en rechter
- Perdita Felicien (1980), Canadees atlete
- Julian Felipe (1861-1944), Filipijns componist
- Pedro de Felipe (1944-2016), Spaans voetballer
- Michel Felisi (1962), Surinaams politicus
- Vicente Feliú (1947-2021), Cubaans singer-songwriter, dichter en gitarist
- Allyson Felix (1985), Amerikaans atlete
- Fanjanteino Félix (1980), Frans atlete
- Jacques Félix (1923-2006), Frans poppenspeler
- Kurt Felix (1941), Zwitsers televisiepresentator en -journalist
- Richard Felix (1949), Brits documentairemaker en spokenjager
- António Félix da Costa (1991), Portugees autocoureur
- Duarte Félix da Costa (1985), Portugees autocoureur
- Mohamed Fellag (1950), Algerijns komiek, acteur en schrijver
- Jerrel Feller (1987), Nederlands atleet
- Manuel Feller (1992), Oostenrijks alpineskiër
- Ricardo Feller (2000), Zwitsers autocoureur
- Ron Fellows (1959), Canadees autocoureur
- Hansjörg Felmy (1931-2007), Duits acteur
- Stefan Felsenthal (1933-2007), Nederlands acteur en tv-regisseur
- Ruud Feltkamp (1989), Nederlands acteur
- Arend Anne van der Feltz (1862-1940), Nederlands openbaar aanklager
- Charles Felu (1830-1900), Belgisch portretschilder

## Fem
- Femi (1985), Nigeriaans voetballer

## Fen
- Romano Fenati (1996), Italiaans motorcoureur
- Freddy Fender (1937-2006), Amerikaans musicus
- Leo Fender (1909-1991), Amerikaans ontwerper en zakenman
- Hector Marius van Fenema (1901-1983), Nederlands burgemeester
- Sacha Fenestraz (1999), Frans-Argentijns autocoureur
- Feng Tian Wei (1986), Chinees-Singaporees tafeltennisster
- John Fenn (1917-2010), Amerikaans scheikundige en nobelprijswinnaar
- Hilde Fenne (1993), Noors biatlete
- Meindert Fennema (1946-2023), Nederlandse politicoloog
- Reginald Fenning (1885-1955), Brits roeier
- Anna Fenninger (1989), Oostenrijk skiester
- Kees Fens (1929-2008), Nederlands literatuurcriticus, essayist en letterkundige
- Frits Fentener van Vlissingen (1882-1962), Nederlands zakenman
- Frits Fentener van Vlissingen (1933-2006), Nederlands zakenman
- Hein Fentener van Vlissingen (1923-1994), Nederlands zakenman
- Paul Fentener van Vlissingen (1941-2006), Nederlands zakenman, columnist, publicist en natuurbeschermer
- Paul Fentz (1992), Duits kunstschaatser
- Ray Fenwick (1946-2022), Brits rockmuzikant

## Feo
- Svetlana Feofanova (1980), Russisch atlete
- Konstantin Feoktistov (1926), Russisch ruimtevaarder

## Fer

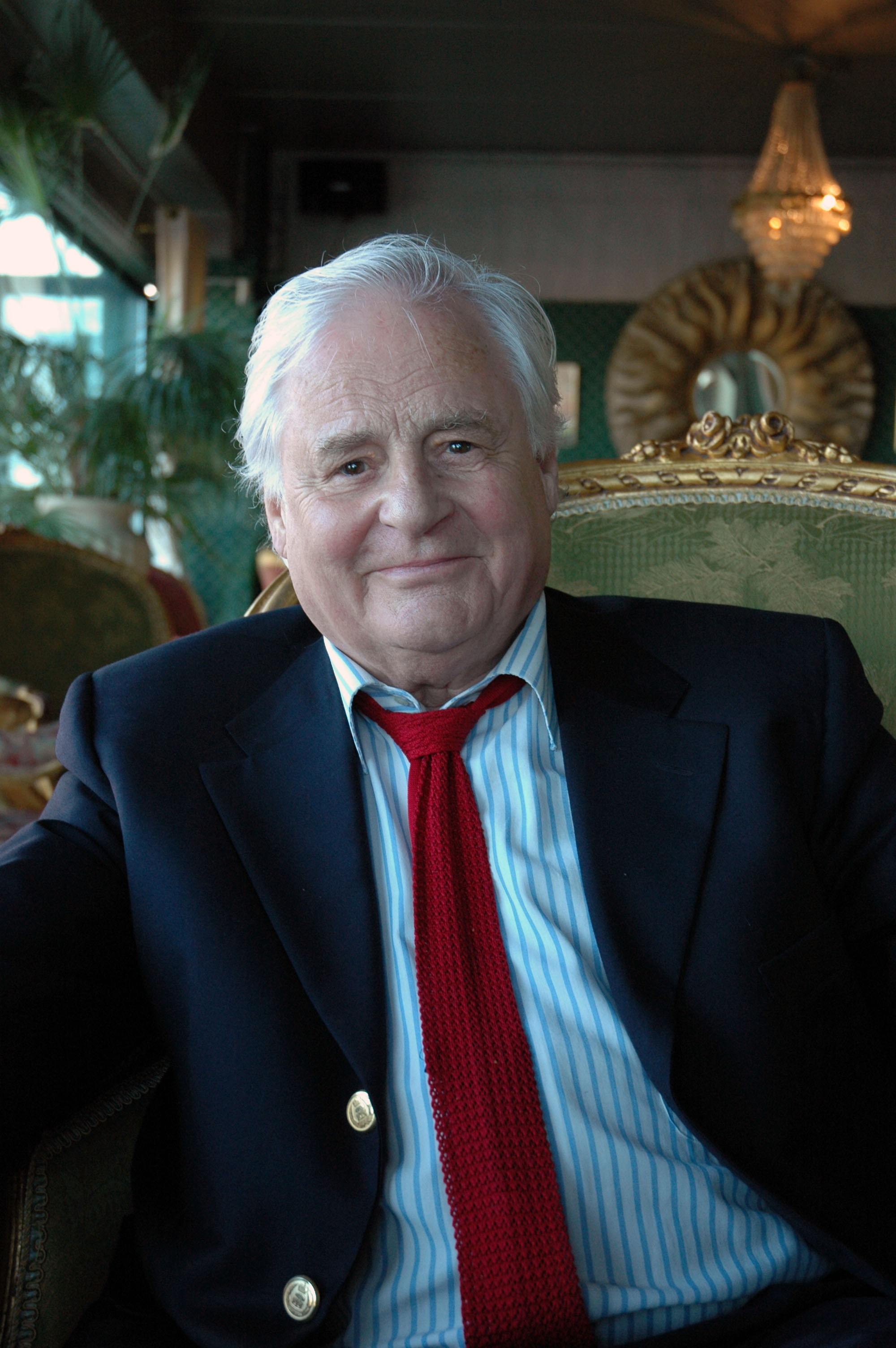
Rinus Ferdinandusse

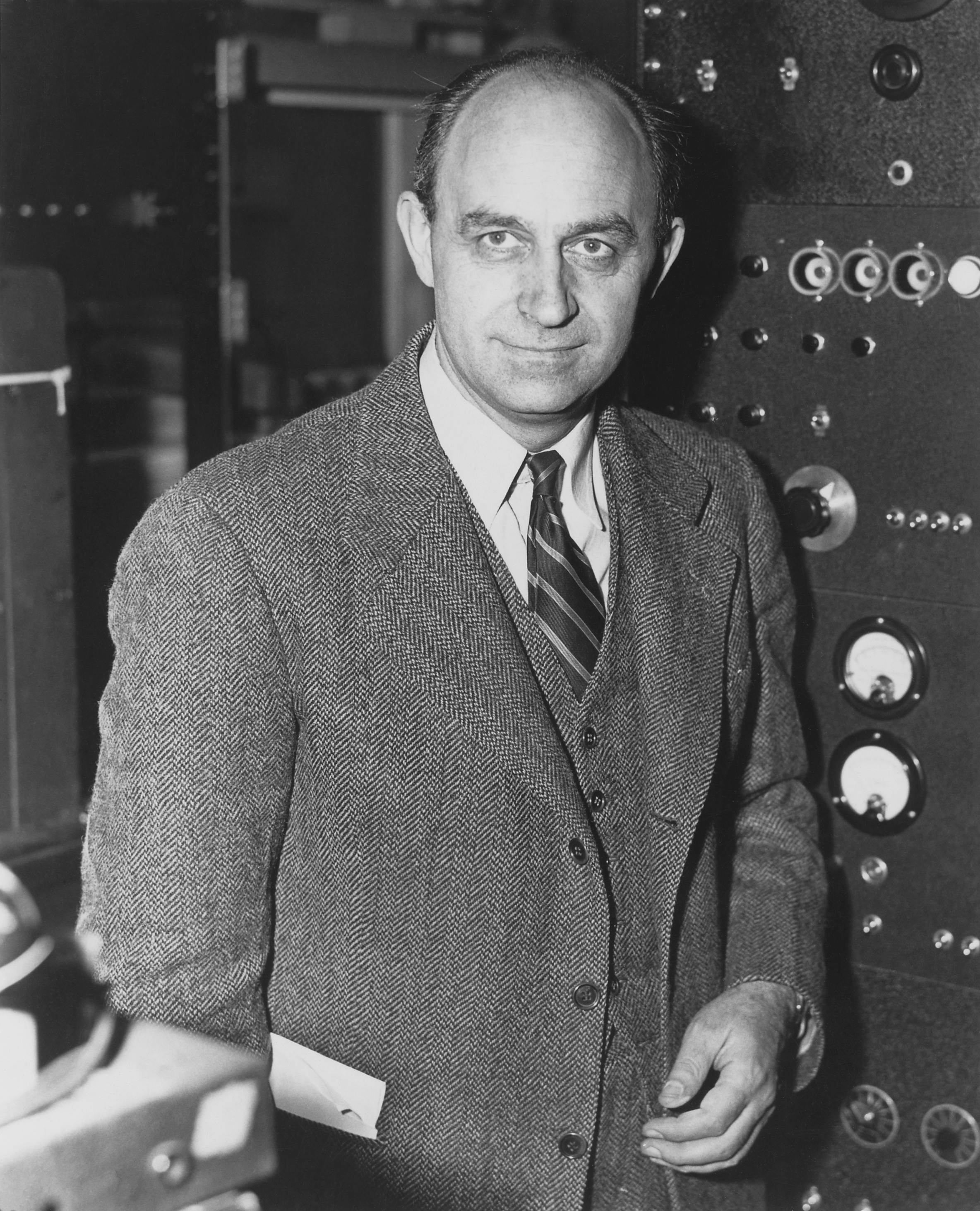
Enrico Fermi

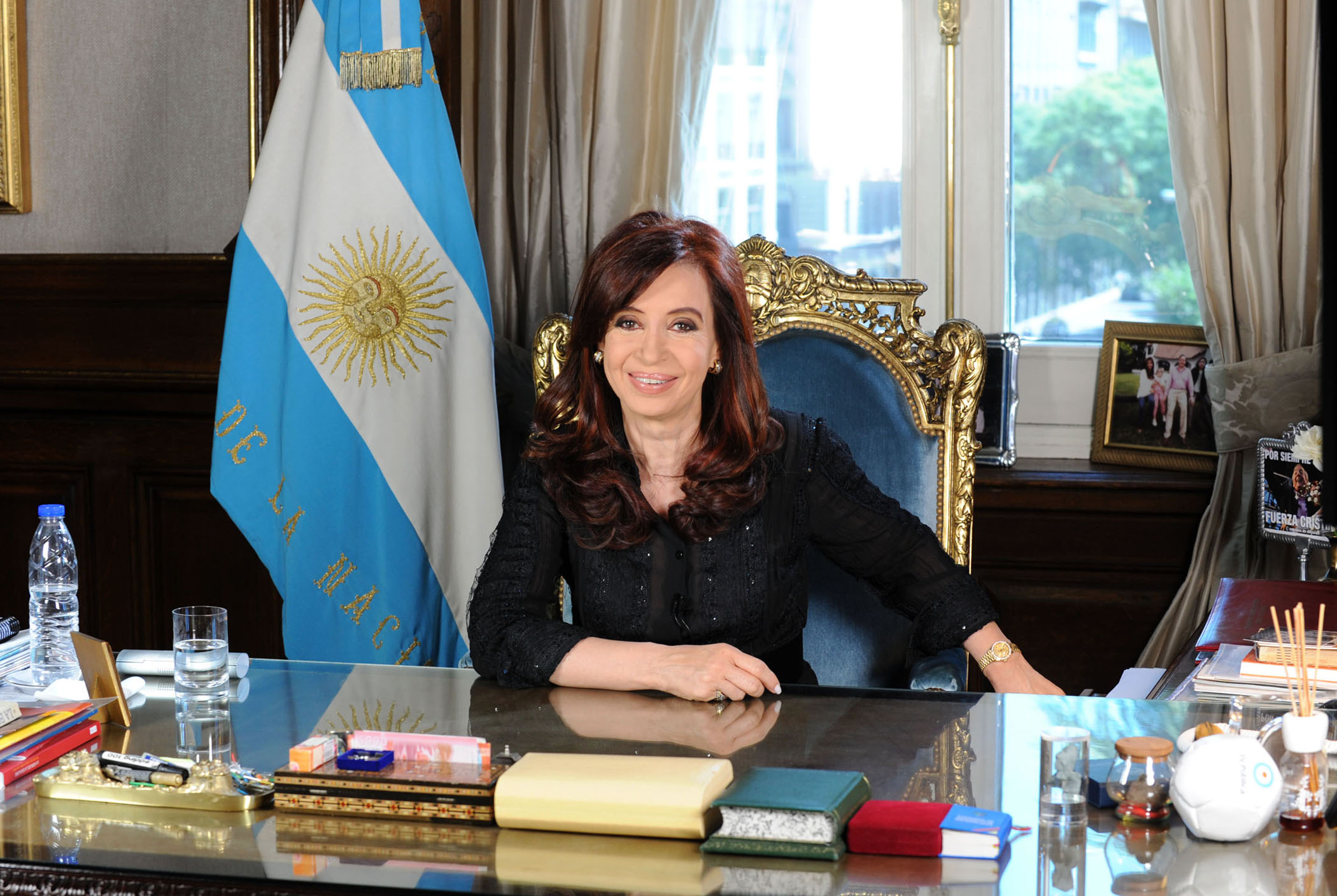
Cristina Fernández de Kirchner

- Leroy Fer (1990), Nederlands voetballer
- Lesley Fera, Amerikaans actrice
- Fabienne Feraez (1976), Benins atlete
- Lucie Ferauge (2000), Belgisch atlete
- Jérôme Ferrari (1968), Frans schrijver
- Ferdinand II van Aragon (1452-1516), koning van Spanje, Napels en Sicilië
- Les Ferdinand (1966), Engels voetballer
- Rio Ferdinand (1978), Engels voetballer
- Rinus Ferdinandusse (1931-2022), Nederlands journalist en schrijver
- Will Ferdy  (1927-2022),  Belgisch zanger
- Frans Feremans (1924-2007), Belgisch atleet en wielrenner
- Benjamin Ferencz (1920-2023), Transylvaans-Amerikaans internationaal jurist
- Sándor Ferenczi (1873-1933), Hongaars psychiater en psychoanalyticus
- Daniel Féret (1944), Belgisch politicus
- Jesse Tyler Ferguson (1975), Amerikaans acteur
- Marijke Ferguson (1927-2024), Nederlands radiopresentator
- Maynard Ferguson (1928-2006), Canadees jazztrompettist en bandleider
- Ben Feringa (1951), Nederlands chemicus en Nobelprijswinnaar
- Hans Feriz (1895-1970), Oostenrijks arts en archeoloog
- Janko Ferk (1958), Sloveens-Oostenrijkse schrijver en rechter
- Maruša Ferk (1988), Sloveens alpineskiester
- Matea Ferk (1987), Kroatisch alpineskiester
- Pierre de Fermat (1601-1665), Frans wiskundige
- Enrico Fermi (1901-1954), Italiaans-Amerikaans natuurkundige
- Hubert Fermina (1948-2022), Nederlands(-Antilliaans) verpleegkundige, bestuurder en politicus
- Ivan Fernald (1955), Surinaams politicus
- Fernando Fernán Gómez (1921-2007), Spaans cineast en acteur
- Fernandão (Fernando Lúcio da Costa) (1978-2014), Braziliaans voetballer
- Gaspar Fernandes (ca.1570-ca.1629), Portugees componist
- Manuel Fernandes (1975), Portugees autocoureur
- Janildes Fernandes Silva, (1980), Braziliaans wielrenner
- Abel Fernández (1930-2016), Amerikaans acteur
- Abelardo Fernández (1970), Spaans voetballer en voetbalcoach
- Adrián Fernández (1965), Mexicaans autocoureur
- Alejandro Fernández (1971), Mexicaans zanger
- Alex Fernandez (1967), Amerikaans (stem)acteur
- Álex Fernández (1992), Spaans voetballer
- Alina Fernández (1956), Cubaans-Amerikaans activiste en publiciste
- Alison Fernandez (2005), Amerikaans jeugdactrice
- Álvaro Fernández (1985), Uruguayaans voetballer
- Andrés Fernández (1986), Spaans voetballer
- Ángel Fernández (1956), Chileens golfer
- Ángel Fernández (1971), Ecuadoraans voetballer
- Augusto Fernández (1986), Argentijns voetballer
- Augusto Fernández (1997), Spaans motorcoureur
- Benedikt Fernandez (1985), Duits voetballer
- Bingen Fernández (1972), Spaans wielrenner
- Borja Fernández (1995), Spaans voetballer
- Clarisa Fernández (1981), Argentijns tennisspeelster
- Dalixia Fernández (1977), Cubaans beachvolleybalspeelster
- David Fernández (1973), Spaans voetbalscheidsrechter
- David Fernández (1977), Spaans wielrenner
- Delio Fernández (1986), Spaans wielrenner
- Egoitz Fernández (1992), Spaans wielrenner
- Emilio Fernández (1904-1986), Mexicaans regisseur en acteur
- Eneko Fernández (1984), Spaans voetballer
- Enzo Fernández (1995), Spaans-Frans voetballer
- Estanislao Fernandez (1910-1982), Filipijns jurist en politicus
- Ewen Fernandez (1989), Frans inlineskater en langebaanschaatser
- Federico Fernández (1989), Argentijns voetballer
- Federico Gastón Fernández (1989), Argentijns handballer
- Fernando Fernández (1979), Spaans voetballer
- Francisco Javier Fernández (1977), Spaans atleet
- Gabriel Fernández (1983), Spaans voetballer
- García I Fernández (938-995), Spaans edelman
- Gastón Fernández (1983), Argentijns voetballer
- Gerardo Fernández (1977), Argentijns wielrenner
- Gigi Fernández (1964), Puerto Ricaans tennisster
- Guyon Fernandez (1986), Nederlands voetballer
- Hugo Fernández (1945-2022), Uruguayaans voetballer en voetbaltrainer
- Ilan Fernández (?), Colombiaans modeontwerper
- Jean Fernandez (1954), Frans voetballer en voetbaltrainer
- Jérôme Fernandez (1977), Frans handballer
- Jimena Fernández (?-1035), koningin-gemalin van Navarra
- José Carlos Fernández (1971), Boliviaans voetballer
- José Carlos Fernández (1983), Peruviaans voetballer
- José Carlos Fernández (1987), Spaans voetballer
- Juan Fernández (1931), Belgisch vakbondsbestuurder
- Juan Fernández (1957), Spaans wielrenner
- Julen Fernández (1978) Spaans wielrenner
- Karina Fernández (1978), Costa Ricaans triatlete
- Koldo Fernández (1981), Spaans wielrenner
- Leonardo Fernández (1974), Argentijns-Boliviaans voetballer
- Leonel Fernández (1953), Dominicaans politicus
- Lourdes Cecilia Fernández (1981), Argentijns zangeres, componist en actrice
- Luis Fernández (1959), Frans voetballer en voetbalcoach
- Marcos Fernández (ook gekend als "Marc Fernández") (1990), Spaans voetballer
- Mary Joe Fernandez (1971), Amerikaans tennisster
- Matías Fernández (1986), Chileens voetballer
- Nuria Fernández (1976), Spaans atlete
- Patrick Fernandez (1952), Frans motorcoureur
- Perfecto Fernandez (1931-2000), Filipijns jurist en hoogleraar
- Ramon Fernandez (1953), Filipijns basketballer
- Ramon Fernandez (1894-1944), Franse schrijver
- Ramon Fernandez (1878-1964), Filipijns zakenman en politicus
- Raúl Fernández (1985), Peruviaans voetballer
- Raúl Fernández (2000), Spaans motorcoureur
- Ray Fernandez (1956-2004), Amerikaans professioneel worstelaar
- Roberto Junior Fernández (1988), Paraguayaans voetballer
- Rowen Fernandez (1978), Zuid-Afrikaans voetballer
- Rubén Fernández (1991), Spaans wielrenner
- Rudy Fernandez (1953-2008), Filipijns acteur en filmproducent
- Rudy Fernández (1985), Spaans basketballer
- Sebastián Fernández (1985), Uruguayaans voetballer
- Sebastián Fernández (2000), Venezolaans autocoureur
- Susan Fernandez (1956-2009), Filipijns zangeres en activiste
- Stefanía Fernández (1990), Venezolaans model
- Teodoro Fernández (1913-1996), Peruviaans voetballer
- Tony Fernandez (?), Brits musicus
- Urraca Fernández (ca. 935-1007), koningin van Navarra
- Vicente Fernández (1940-2021), Mexicaans zanger
- Vicente Fernández (1944), Argentijns golfer
- Víctor Fernández (1960), Spaans voetbalcoach
- Vladimir Fernández (1988), Costa Ricaans wielrenner
- Walter Fernandez (1965), Zwitsers voetballer
- Walter Fernández (1989), Spaans voetballer
- Xabier Fernández (1976), Spaans zeiler
- Javier Fernández Abruñedo (1996), Spaans voetballer
- Enrique Fernández Arbós (1863-1939), Spaans violist, componist en dirigent
- César Fernández Ardavín (1921-2012), Spaans regisseur en scenarioschrijver
- Daniel Fernández Artola (1983), Spaans voetballer
- Alberto Fernández Blanco (1955-1984), Spaans wielrenner
- Francisco Fernández Buey (1943-2012), Spaans schrijver, filosoof, jurist en hoogleraar
- Diego Fernández de Cevallos (1941), Mexicaans politicus
- Jesús Fernández Collado (1988), Spaans voetballer
- Gonzalo Fernández de Córdoba (1453-1511), Spaans edelman en generaal
- Fernando Fernández de Córdova (1809-1883), Spaans edelman, militair en politicus
- Bernardo Fernández Cos (1949), Argentijns voetballer
- Mario Fernández Cuesta (1998), Spaans voetballer
- Francisco Fernández de la Cueva (1619-1676), Spaans edelman en militair
- Francisco Fernández Fernández (1901-2012), Spaanse supereeuweling
- Julie Fernandez Fernandez (1972), Belgisch politica
- Mauricio Fernández Garza (1950), Mexicaans ondernemer en politicus
- Manuel Fernández Ginés (1971), Spaans wielrenner
- Silvia Fernández de Gurmendi (1954), Argentijns diplomaat en rechtsgeleerde
- Víctor Manuel Fernández Gutiérrez (1974), Spaans voetballer en voetbaltrainer
- Juan Fernández de Heredia (ca. 1310-1396), Spaans edelman
- Guillermo Fernández Hierro (1993), Spaans voetballer
- José Ignacio Fernández Iglesias (1990), Spaans voetballer
- Cristina Fernández de Kirchner (1953), Argentijns advocate, presidentsvrouw en politica (o.a. president)
- Juan María Fernández y Krohn (1948), Spaans geestelijke
- José Joaquín Fernández de Lizardi (1776-1827), Mexicaans schrijver
- Javier Fernández López (1991), Spaans kunstschaatser
- Carlos Fernández Luna (1996), Spaans voetballer
- Miguel Ángel Fernández Mateu (1950), Spaans componist, muziekpedagoog, dirigent, organist, pianist en arrangeur
- Francisco Fernández Ochoa (1950-2006), Spaans alpineskiër
- David Fernández Ortiz (1970), Spaans komiek
- Manuel Pando Fernández de Pinedo (1792-1872), Spaans historicus en politicus
- Alberto Fernández de la Puebla (1984), Spaans wielrenner
- Christian Fernández Salas (1985), Spaans voetballer
- Luis Fernández Teijeiro (1993), Spaans voetballer
- Manuel María Fernández Teixeiro (1929-2004), Spaans dichter
- Francisco Fernández Torrejón (1975), Chileens voetballer
- José Fernández Torres (bijgenaamd "Tomatito") (1958), Spaans flamencogitarist
- Ignacio Fernández Toxo (1952), Spaans vakbondsbestuurder
- María Teresa Fernández de la Vega (1949), Spaans politica
- Íñigo Fernández de Velasco (1629-1696), Spaanse edelman en politicus
- Bernardino Fernández de Velasco y Benavides (1783-1851), Spaans officier, schrijver en politicus
- Raimundo Fernández Villaverde (1848-1905), Spaans politicus
- Enrique Fernández Viola (1912-1985), Uruguayaans voetballer en voetbaltrainer
- Jesús Fernández Vizcaíno (1960), Spaans componist, muziekpedagoog en pianist
- Felipe Fernández-Armesto (1950), Brits historicus
- Gonzalo Fernández-Castaño (1980), Spaans golfer
- Raimundo Fernández-Cuesta (1896-1992), Spaans politicus
- Torcuato Fernández-Miranda (1915-1980), Spaans politicus
- Alvaro Fernández-Villaverde (1943), Spaans edelman
- Fernandinho (1985), Braziliaans voetballer
- Fernando (1979), Spaans voetballer
- Johan Ferner (1927-2015), Noors zeiler en echtgenoot van prinses Astrid
- Willie Fernie (1928-2011), Schots voetballer
- Alex Ferns (1968), Schots acteur
- Lyndon Ferns (1983), Zuid-Afrikaans zwemmer
- Taylor Ferns (1995), Amerikaans autocoureur
- Gil de Ferran (1967-2023), Braziliaans autocoureur
- Sebastian Ziani de Ferranti (1864–1930), Brits elektrotechnicus
- Luigi Ferrara (1982), Italiaans autocoureur
- Ornella Ferrara (1968), Italiaans atlete
- Enzo Ferrari (1898-1988), Italiaans autobouwer
- Lolo Ferrari (1963?-2000), Frans danseres en (porno)actrice
- Matteo Ferrari (1997), Italiaans motorcoureur
- Virginio Ferrari (1952), Italiaans motorcoureur
- Joseph de Ferraris (1726-1814), generaal bij de Oostenrijkse artillerie, van belang voor de cartografie
- Mario Ferraris (1968), Italiaans autocoureur en teameigenaar
- Geraldine Ferraro (1935-2011), Amerikaans politica
- Hans Ferrée (1930), Nederlands copywriter en schrijver
- Alex Ferreira (1994), Amerikaans freestyleskiër
- Ariclenes da Silva Ferreira (1985), Braziliaans voetballer
- Louis Ferreira (1967), Portugees/Canadees acteur
- Paulo Renato Rebocho Ferreira (1979), Portugees voetballer
- Rafaela Ferreira (2005), Braziliaans autocoureur
- Wayne Ferreira (1971), Zuid-Afrikaans tennisser
- Yannick Ferreira Carrasco (1993), Belgisch voetballer
- Conchata Ferrell (1943-2020), Amerikaans actrice
- Tyra Ferrell (1962), Amerikaans actrice
- David Ferrer (1982), Spaans tennisser
- Mel Ferrer (1917-2008), Amerikaans filmacteur, filmregisseur en filmproducent
- Beatriz Ferrer-Salat (1966), Spaans amazone
- America Ferrera (1984), Amerikaans actrice
- Emilio Ferrera (1967), Belgisch voetballer en voetbaltrainer
- Manu Ferrera (1958), Spaans-Belgisch voetbalcoach
- Yannick Ferrera (1980), Belgisch voetballer en voetbaltrainer
- Alexis Ferrero (1979), Argentijns voetballer
- Ernesto Ferrero (1938-2023), Italiaans schrijver, linguïst en literatuurcriticus
- Juan Carlos Ferrero (1980), Spaans tennisser
- Jean-Yves Ferri (1959), Frans stripauteur
- Gustave-Auguste Ferrié (1868-1932), Frans legerkapitein en radiopionier
- Deryck Ferrier (1933-2022), Surinaams landbouwkundige en socioloog
- Joan Ferrier (1954), Nederlands orthopedagoge
- Johan Ferrier (1910-2010), Surinaams onderwijzer, leraar en politicus (o.a. gouverneur en president)
- Kathleen Ferrier (1957), Nederlands deskundige ontwikkelingssamenwerking en politica
- Kathleen Ferrier (1912-1953), Engels altzangeres
- Leo Ferrier (1940-2006), Surinaams onderwijzer en schrijver
- Anthony Ferro (1980), Belgisch atleet
- Santino Ferrucci (1998), Amerikaans autocoureur
- Marcos Ferrufino (1963–2021), Boliviaans voetballer en trainer
- Edward Ferry (1941), Amerikaans roeier
- Josef Ferstl (1988), Duits alpineskiër
- Albert Fert (1938), Frans natuurkundige en Nobelprijswinnaar

## Fes
- Sergej Fesikov (1989), Russisch zwemmer
- Francis M. Fesmire (1959-2014), Amerikaans arts
- Nicole Fessel (1983), Duits langlaufster
- Gilbert Fesselet (1928-2022), Zwitsers voetballer
- Jim van Fessem (1975), Nederlands voetbaldoelman
- Reginald Fessenden (1866-1932), Canadees ingenieur, uitvinder en radiopionier
- Joachim Fest (1926-2006), Duits journalist en historicus
- Matthew Festing (1949-2021), Brits rooms-katholiek geestelijke

## Fet
- Peter Feteris (1952-2011), Nederlands voetballer
- Martin Fettman (1956), Amerikaans ruimtevaarder
- Manuel Fettner (1985), Oostenrijks schansspringer

## Feu
- Lion Feuchtwanger (1884-1958), Duits schrijver en criticus
- Otto Feuerlein (1863-1930), Zwitsers/Duits natuurkundige en elektrotechnicus
- Ludwig Feuerbach (1804-1872), Duits filosoof
- Willem Karel Hendrik Feuilletau de Bruyn (1886-1972), Nederlands militair
- Beat Feuz (1983), Zwitsers alpineskiër

## Few
- Max Fewtrell (1999), Brits autocoureur

## Fey
- Fabian Feyaerts (1998), Belgisch zanger
- Fernand Feyaerts (1880-1927), Belgisch waterpolospeler en zwemmer
- Gaby Feyaerts (1946), Belgisch journaliste
- Xavier Feyaerts (1988), Belgisch golfspeler
- Leopold Feyen (1928-2012), Belgisch politicus
- Paul Feyerabend (1924-1994), Oostenrijks wetenschapsfilosoof
- Jacques Feyerick (1874-1955), Belgisch atleet
- Richard Feynman (1918-1988), Amerikaans natuurkundige